# 森尼希爾斯 (佛羅里達州)
森尼希爾斯（英語：Sunny Hills）是位於美國佛羅里達州華盛頓縣的一個非建制地區。該地的面積和人口皆未知。

## 地理
森尼希爾斯的座標為30°32′00″N 85°36′00″W / 30.53333°N 85.60000°W，而該地的平均海拔高度為24米（即79英尺）。